# فريدريكو ديل بونيس
فريدريكو ديل بونيس (بالإسبانية: Federico Delbonis)‏ (ولد في 5 أكتوبر 1990، في آزول, الأرجنتين). هو لاعب كرة مضرب محترف.